# Comunità Montana Monti Sabini e Tiburtini

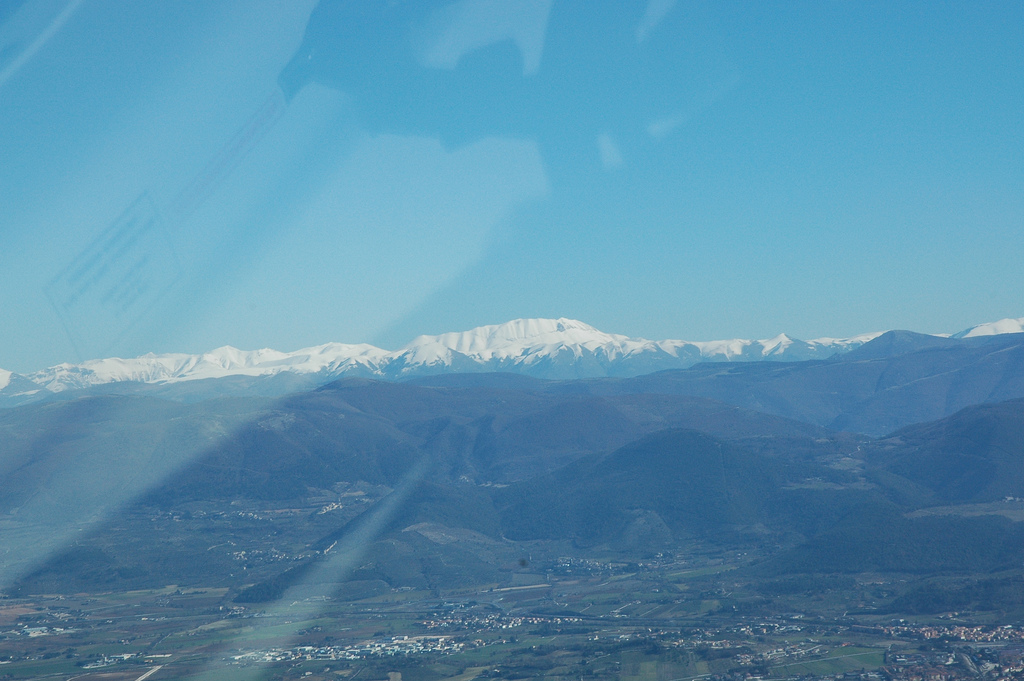
Die Monti Sabini (Sabiner Berge)

Die Comunità Montana dei Monti Sabini, Tiburtini, Cornicolani e Prenestini ist eine Vereinigung von insgesamt 18 Gemeinden in der italienischen Metropolitanstadt Rom. Sie wurde von den in der Regel recht kleinen Gemeinden, die zumindest teilweise in Bergregionen liegen, gebildet, um Verwaltungsaufgaben zu bündeln und die Vermarktung der Region für den Tourismus zu stärken. Im Rat der Vereinigung ist jede Gemeinde mit drei Abgeordneten vertreten.
Das Gebiet der Comunità Montana umfasst die Vorgebirge des Apennin um die Stadt Tivoli, die selbst nicht Mitglied der Vereinigung ist.
Die Comunità umfasst folgende Gemeinden:
- Capranica Prenestina,
- Casape,
- Castel Madama,
- Castel San Pietro Romano,
- Ciciliano,
- Marcellina,
- Monteflavio,
- Montorio Romano,
- Moricone,
- Nerola,
- Palombara Sabina,
- Pisoniano,
- Poli,
- Rocca di Cave,
- Sant’Angelo Romano,
- San Gregorio da Sassola,
- San Polo dei Cavalieri,
- San Vito Romano